# Abbaye de Saint-Amant-de-Boixe
L'abbaye de Saint-Amant de Boixe est une ancienne abbaye bénédictine située à Saint-Amant-de-Boixe en Charente.
L'église abbatiale fait l’objet d’un classement au titre des monuments historiques par la liste de 1840.

## Histoire de l'abbaye

### Fondation

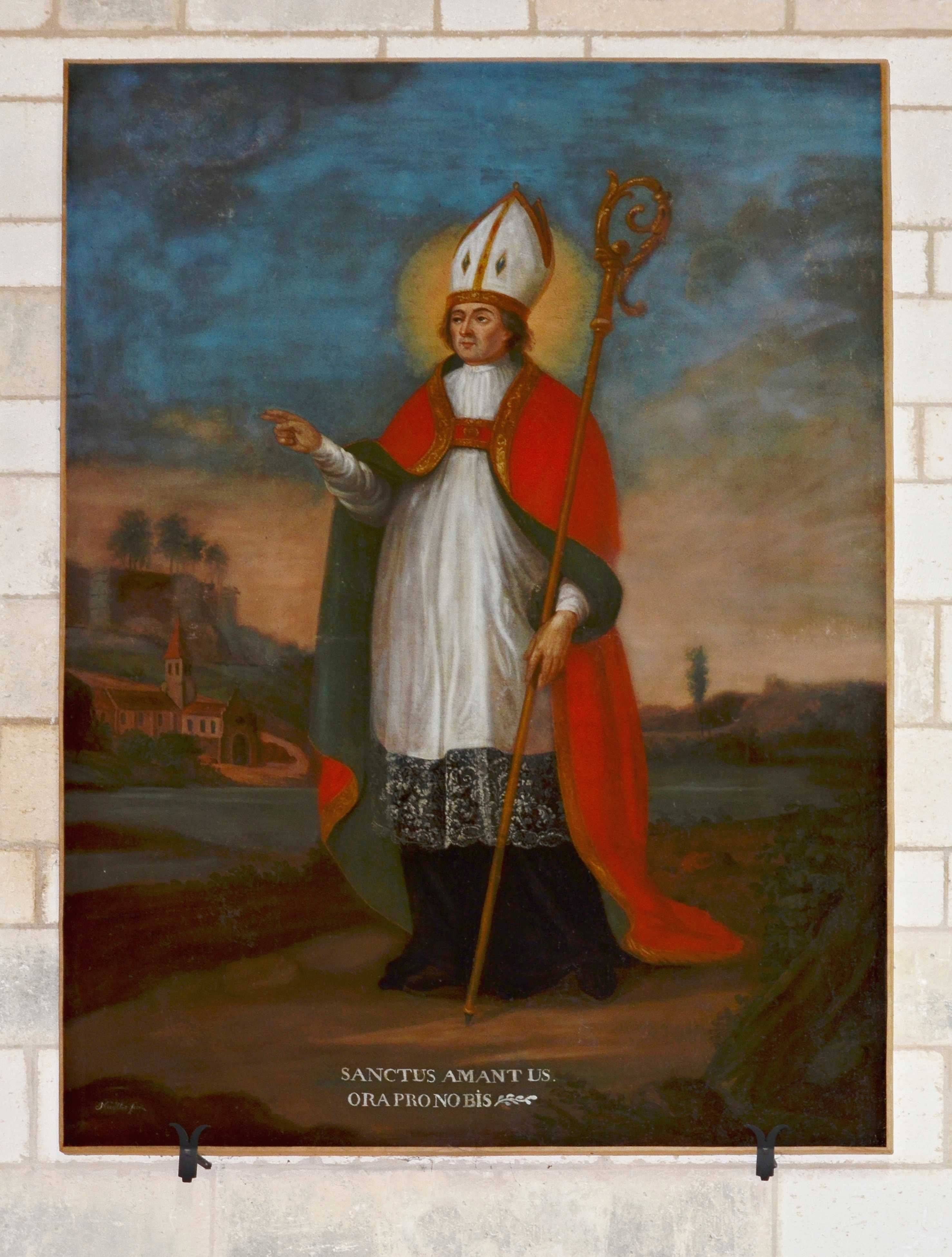
Représentation de saint Amant par François Nicollet (début XIXe).

Le tombeau d'un solitaire, nommé Amantius, retiré dans la forêt de Boixe, est l'origine de ce monastère, transféré vers la fin du Xe siècle dans le lieu qu'il occupe aujourd'hui, entre une voie romaine et le Javard, un affluent de la Charente.
Amant serait né à Bordeaux vers 520, et partait pour la Galice après le décès de ses parents. À peine parti, il essuie une tempête à l'embouchure de la Gironde qui le repousse à celle de la Charente. Persuadé qu'il s'agit d'une volonté divine, il devient disciple de saint Cybard dans sa grotte située sous le plateau d'Angoulême, puis il est envoyé par ce dernier dans la forêt de la Boixe pour y chasser le mauvais esprit du lieu. Il y accomplit des miracles et y guérit des malades. Il meurt le 1er mars 600,.
L'abbaye n'apparaît dans les textes qu'en 888, lorsque les ancêtres du comte d'Angoulême confisquent cet établissement, surtout pour ses revenus. Elle est alors située dans la forêt de Boixe, au lieu-dit la Macarine où l'ermite Amant aurait fini sa vie.
Un siècle plus tard, le comte d'Angoulême Arnaud Manzer dit le Bâtard, décide de restituer l'abbaye à l'évêque d'Angoulême. Un ancien moine de l'abbaye de Saint-Cybard, Franc, est nommé abbé et la règle de saint Benoît est appliquée.
Vers 1025, le fils d'Arnaud Manzer, Guillaume IV Taillefer, décide de transférer son château d'Andone à Montignac, et sur l'avis de son épouse, ordonne le déplacement de l'abbaye créée par son père en 988 dans la forêt de la Boixe, à son emplacement actuel, tout proche de Montignac et le long de la Chaussade, voie romaine de Périgueux à Rom et Poitiers. Dès le XIe siècle, une première église, le cloître et les bâtiments qui l'entourent sont construits,.
Le monastère est doté d'une église où le corps de saint Amant est transféré, d'après le cartulaire de Saint-Jean-d'Angély, sous Guillaume Ier qui était abbé dans le premier quart du XIIe siècle, par l'évêque Girard II en 1125. La partie orientale est alors achevée, mais l'église ne sera terminée qu'en 1170 par Aliénor d'Aquitaine. L'abbaye est consacrée solennellement le 15 novembre de cette même année, en présence de l'archevêque de Bordeaux, assisté des évêques d'Angoulême, de Périgueux et de Saintes, et d'un grand nombre d'abbés.
L'abbaye est alors prospère, elle possède 16 prieurés, 24 églises et se compose de 50 moines. Elle possède aussi moulins, fours banaux, pêcheries, droit d'exploiter la forêt de Boixe, basse et moyenne justices.
L'ensemble de la construction, sauf le chœur, appartient au XIIe siècle, certainement postérieure à 1150. Le chœur, qui date seulement du XVe siècle, conserve des parties plus anciennes.

### Guerres et évolution du statut
L'abbaye était sur le chemin de Saint-Jacques-de-Compostelle qui passait en Charente par Nanteuil-en-Vallée, Tusson, Montignac, Angoulême, Mouthiers, Puypéroux, Aubeterre. Les pèlerins et les pauvres étaient accueillis dans une aumônerie ou maison des pauvres, bâtiment situé au nord du bourg à l'extérieur de l'enceinte monastique, et tenu au XIIIe siècle par des femmes au service de l'abbaye.
Chaque année, à la Saint-Sébastien (le 20 janvier) et le Jeudi saint, les moines distribuaient aux pauvres 100 miches de pain sous le portail d'entrée.
Vers la fin du XIIe siècle, une contestation s'éleva entre l'abbé de Saint-Amant et Ramnulphe Foucher, abbé d'Aurillac, au sujet d'un droit de préséance. Les moines de Saint-Amant furent condamnés à payer une redevance à l'abbé d'Aurillac, à aller en procession au-devant de lui lorsqu'il venait en visite, et à l'héberger avec une suite de 10 cavaliers, pendant trois jours et tous les deux ans.
Au XIIIe siècle, un incendie détruit les bâtiments abbatiaux et la partie orientale de l’église. Dès le siècle suivant, le cloître et le chœur sont réédifiés en style gothique, avec en particulier une crypte ornée de peintures murales. Mais les travaux se prolongent, à cause de la guerre de Cent Ans qui ruine l'église et la contrée.
Au XVe siècle, la communauté ne compte plus qu'une dizaine de moines. L'église est alors fortifiée, mais les travaux de reconstruction ne s'achèvent qu'au XVIe siècle.
Au commencement du XVe siècle, à la suite de la guerre de Cent Ans, les revenus de la maison ne suffisaient plus à la subsistance des moines. Aussi, pour les aider à vivre, l'évêque unit le prieuré de Villognon à la mense abbatiale, union confirmée par le pape le 11 août 1405.
Avec les guerres de religion et le laisser-aller des abbés commendataires, l'abbaye décline peu à peu.
En 1774, l'évêque Amédée de Broglie obtint du roi l'autorisation de réunir à son séminaire la mense conventuelle du monastère. L'abbaye, faute de moines, est alors supprimée par décret épiscopal. Elle ne s'est jamais agrégée à la congrégation de Saint-Maur.
Ses dernières possessions reviennent donc au Séminaire d'Angoulême, bien que le titre d'abbé de Saint-Amant reste jusqu'en 1791 : son dernier titulaire (1783-1791) est un professeur de Paris au service du comte de Provence, l'abbé Marie.

### Perte temporaire de fonction religieuse
Après la Révolution qui chasse le dernier religieux, les bâtiments abbatiaux sont vendus comme biens nationaux en 1791, et l'église abbatiale devient paroissiale. Les bâtiments de l'abbaye serviront de fermes et dépendances.
En 1840, l'église est classée monument historique par liste. Des travaux sont entrepris sous la direction de Paul Abadie en 1851 puis 1874. Ce n'est qu'en 1973 que la commune, inquiète de la dégradation des lieux, rachète l'ensemble. En 1998 la foudre endommage la flèche du clocher qui sera restauré l'année suivante.

## Architecture de l'abbaye

### L’église abbatiale
Elle a été construite en petit, moyen et grand appareil avec du matériau local, de la pierre de taille du Kimméridgien inférieur, sur un terrain en pente. L'édifice, en son état actuel, comprend une nef de six travées, voûtée en berceau et flanquée de deux collatéraux, un carré de transept surmonté d'un clocher qui englobe une coupole sur tambour, deux croisillons dont l'un, celui du nord, est encore garni de deux absidioles, et enfin un grand chœur de trois travées, vouté d'ogives, fortement désaxé et terminé par un chevet plat.
L'ensemble date du XIIe siècle ; le chœur, lui, date du début du XIVe siècle et conserve des parties plus anciennes. Ces vestiges permettent de restituer le primitif au-delà du carré du transept : le chœur, terminé par une abside en hémicycle, était flanqué de quatre absidioles, dont les deux plus grandes étaient précédées d'une travée rectangulaire.
Le chœur roman peut facilement être restitué. Il présentait une série d'absidioles échelonnées, imitant le modèle de Cluny II, qui a beaucoup influencé l'architecture romane. La sculpture s'inspire du chantier de la cathédrale d'Angoulême, et peut être située un peu après 1125. La dernière travée, de la fin du XIIe siècle, présente un parti très simplifié.
Un effondrement au XIIIe siècle obligea de combler la crypte, sur laquelle fut élevé le chœur gothique. Des restes de peintures murales sont encore visibles.

L’église abbatiale
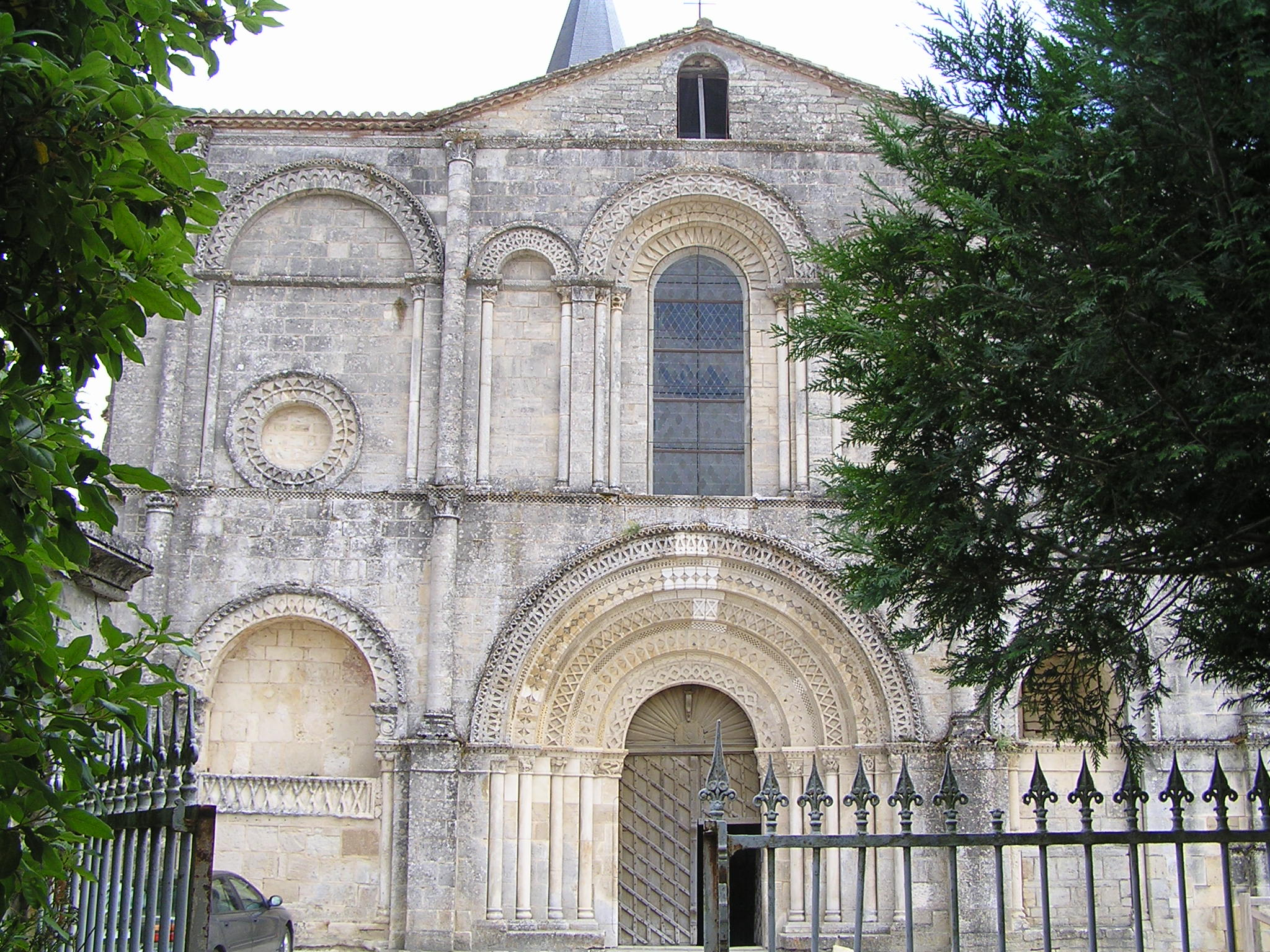
Façade.
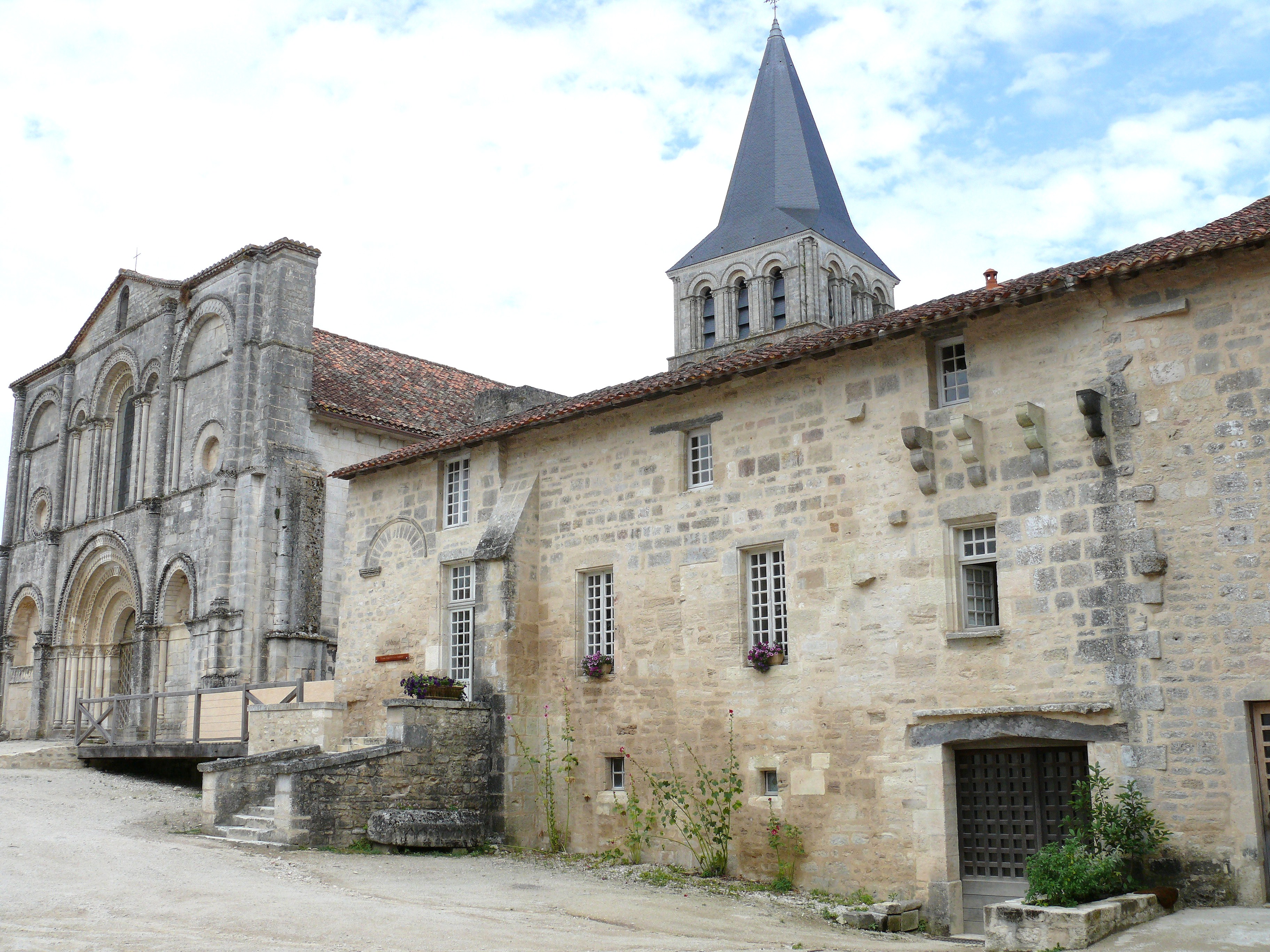
Ensemble des bâtiments.
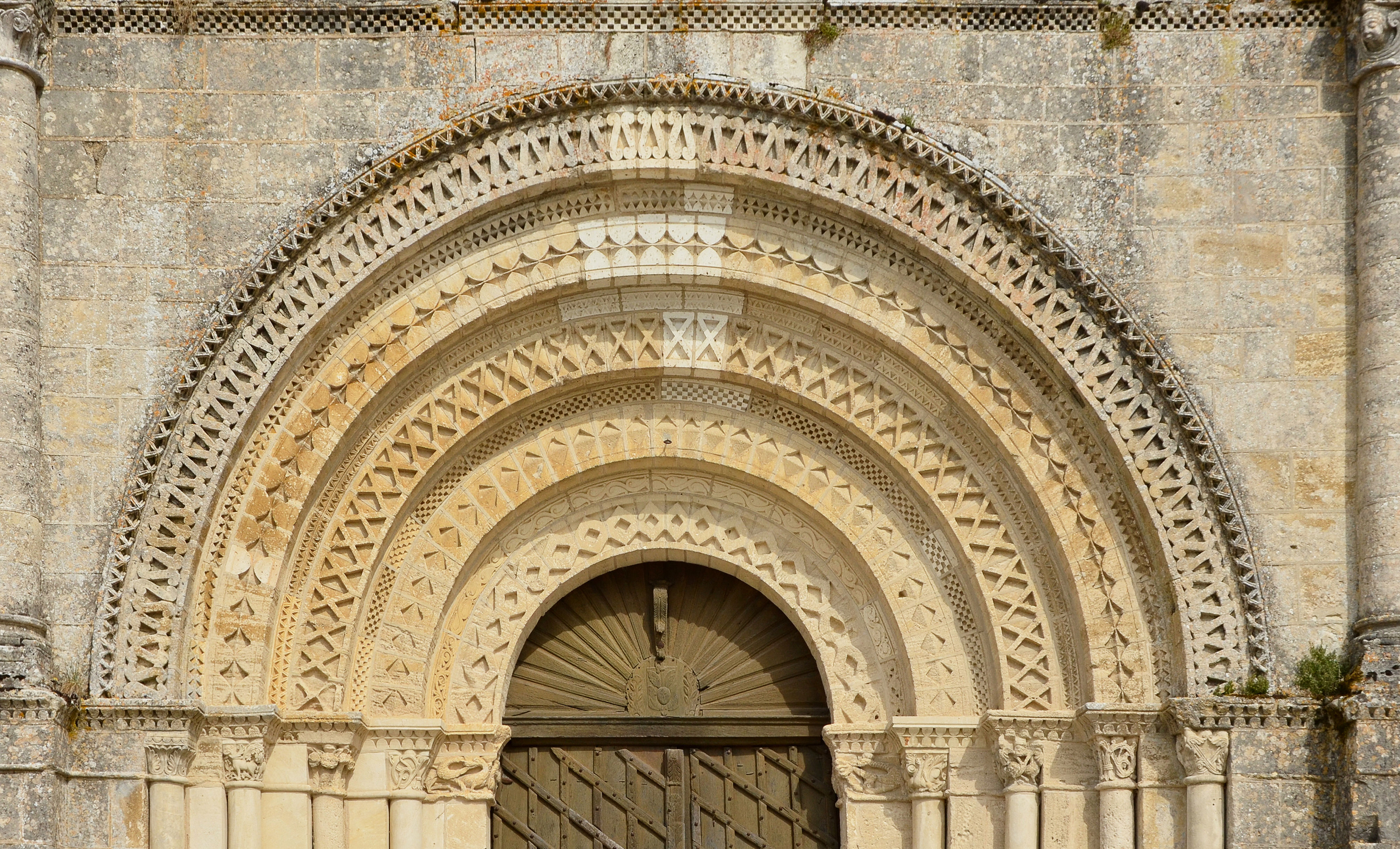
Le tympan.
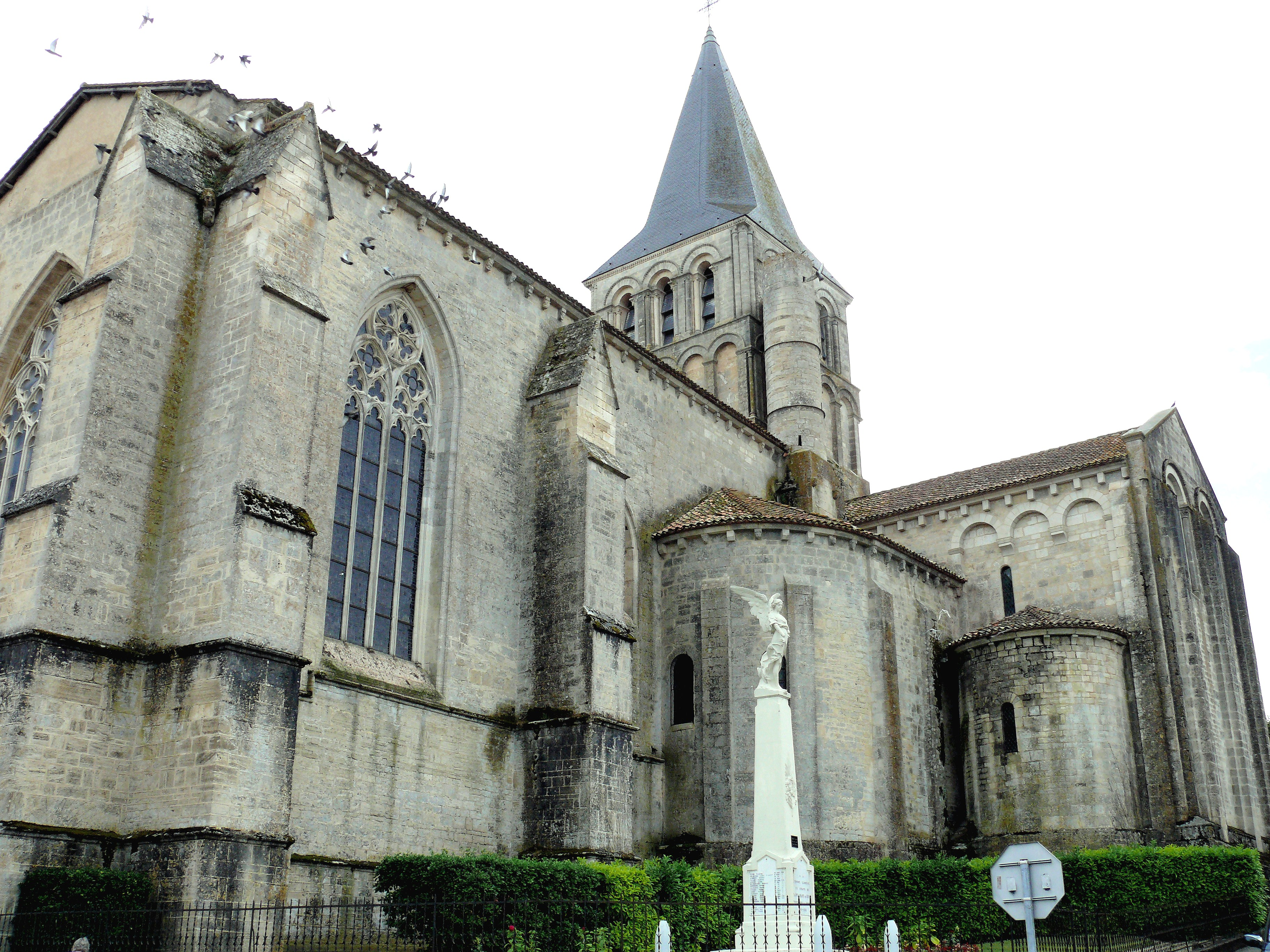
Chœur gothique et bras nord du transept roman.
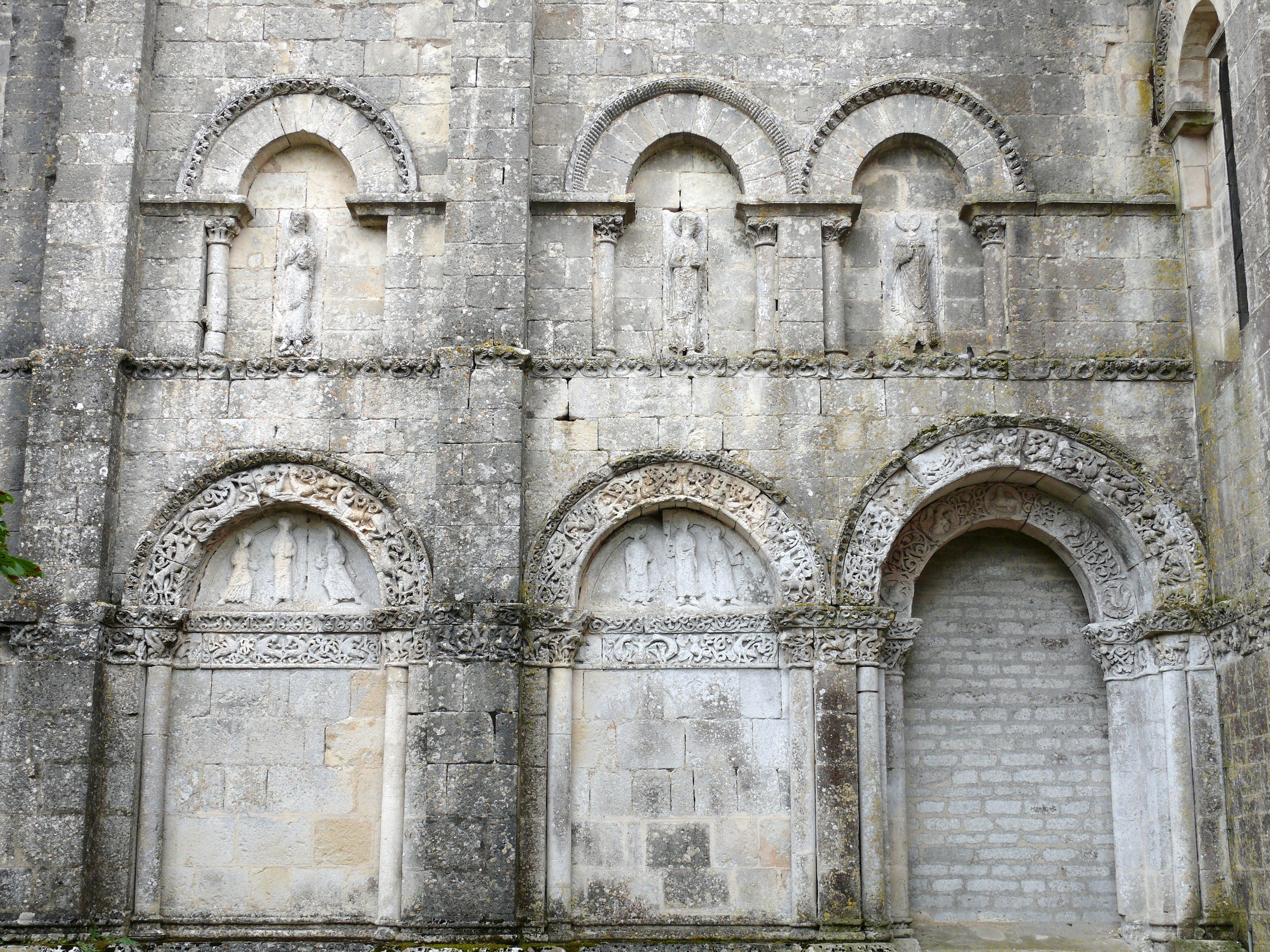
Décor du bras nord du transept.
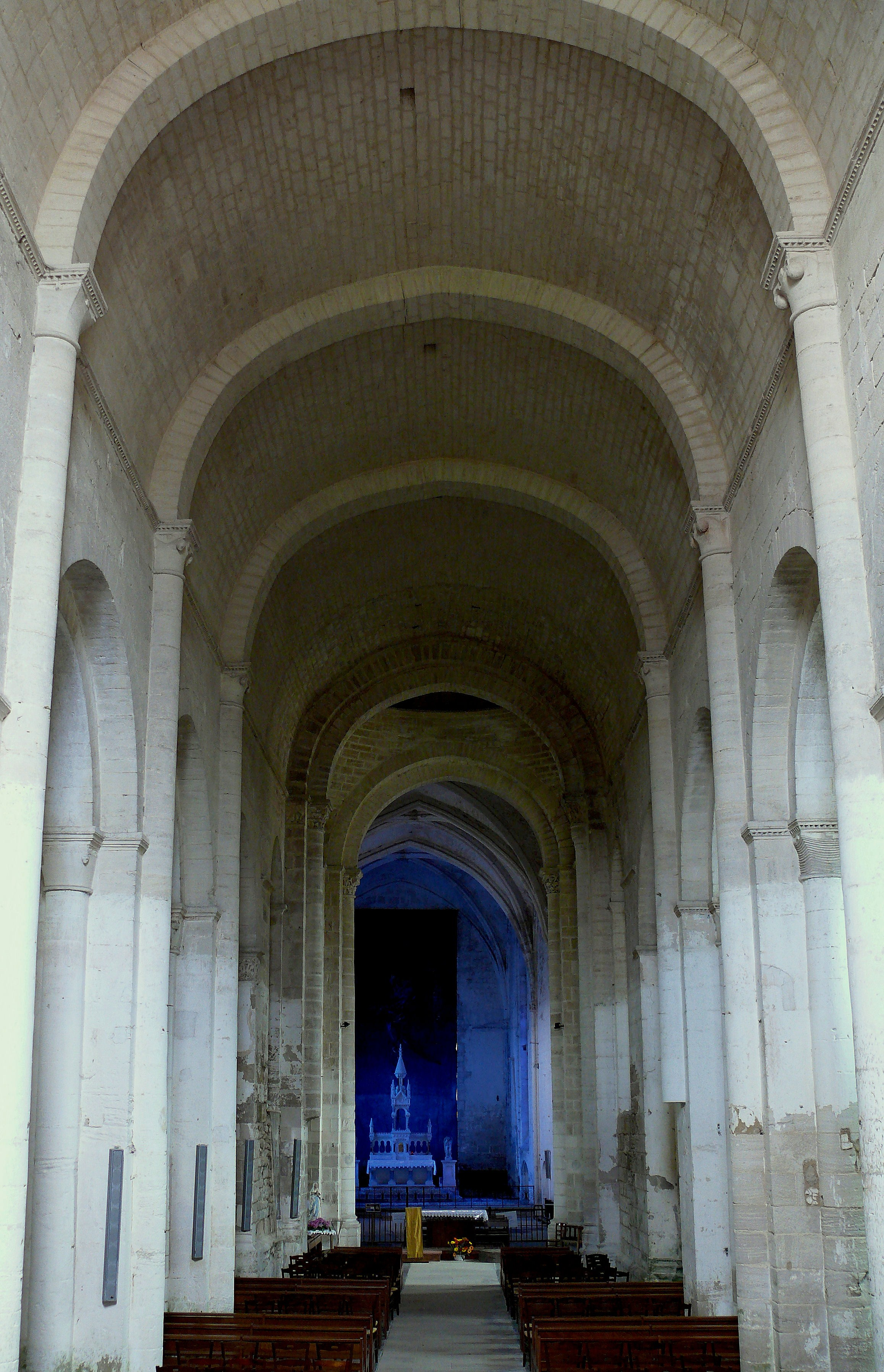
Nef de l'abbatiale.
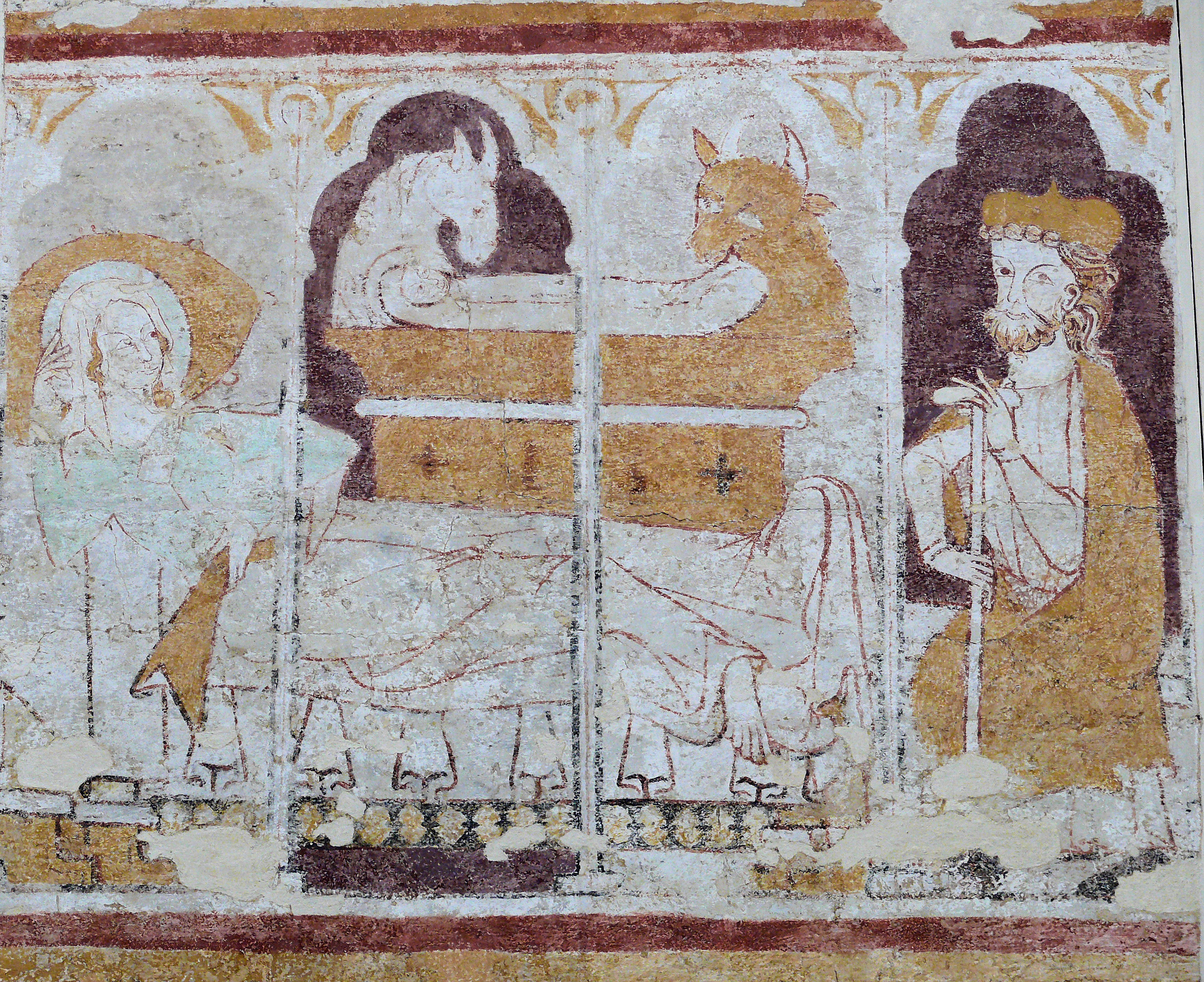
Fresque du bras sud du transept (détail de la Nativité).
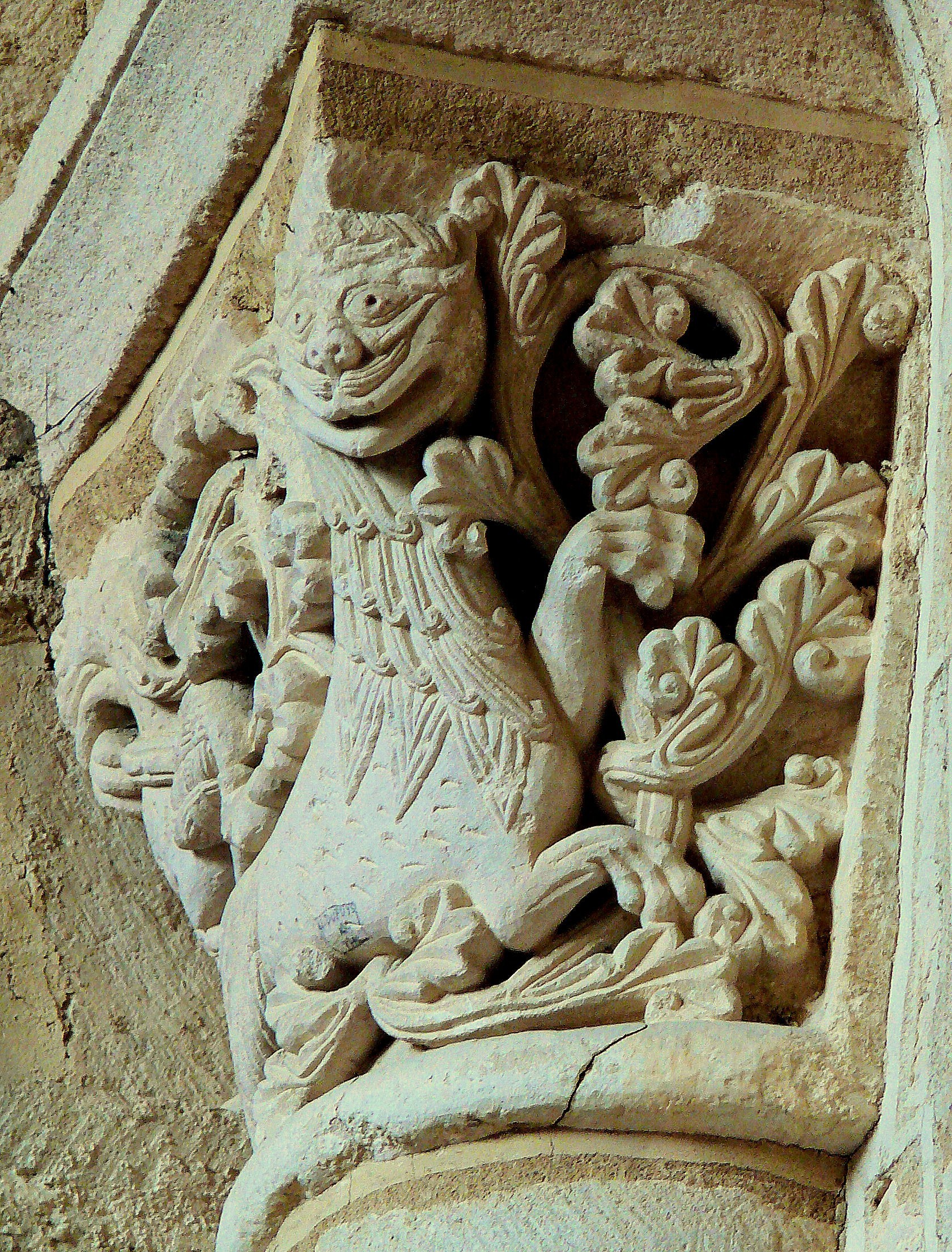
Chapiteau.
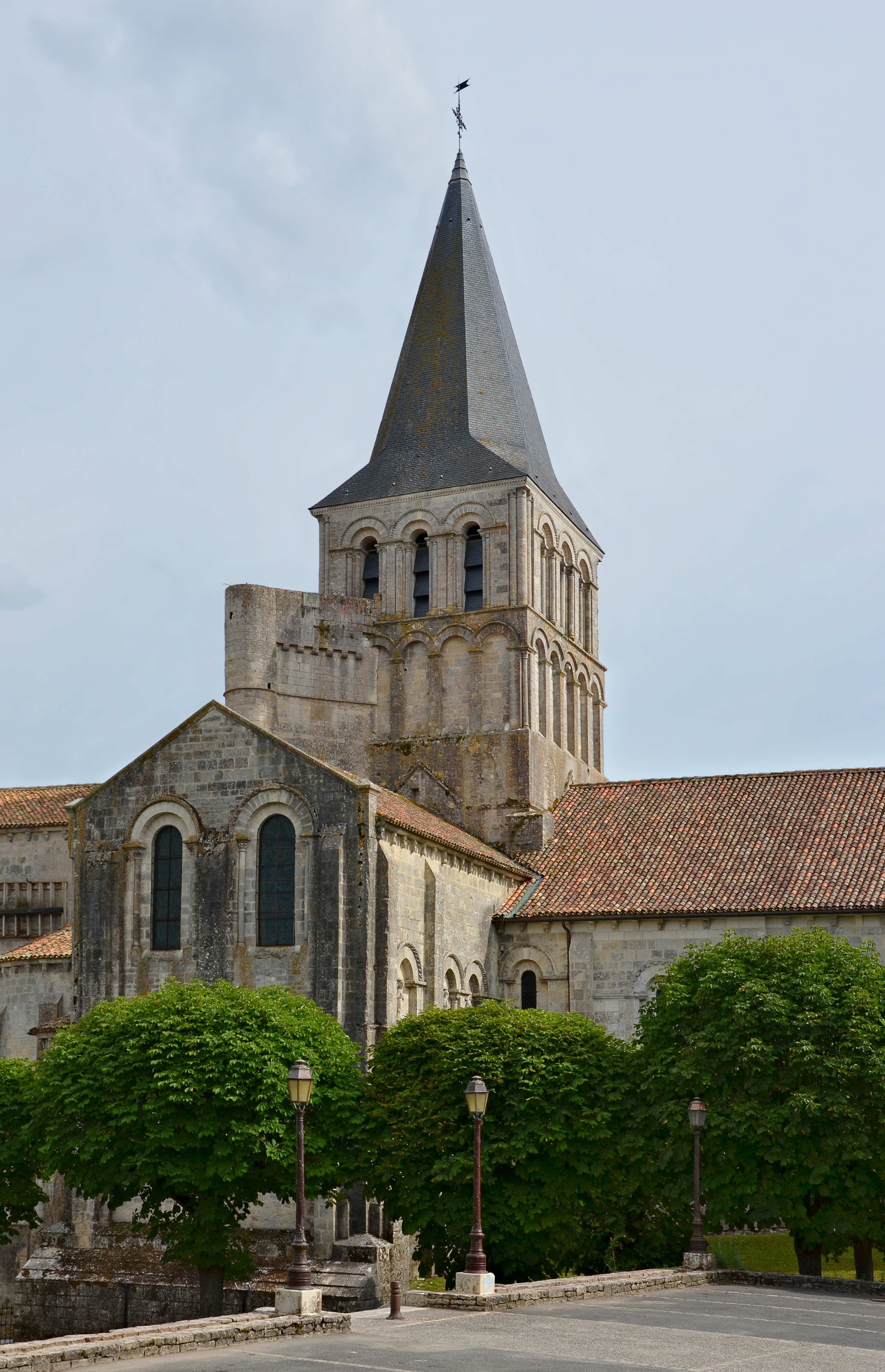
Le clocher vu du nord-est.

### Le clocher
Le clocher, très restauré, comprend une souche où s'ouvraient les baies de la lanterne, un étage d'arcatures aveugles sur pilastres, et un second étage percé sur chaque face de trois baies que sépare un mince trumeau : leur archivolte à deux voussures retombe sur quatre colonnes. Des faisceaux de trois colonnes occupent les angles de la tour, surmontée d'une flèche d'ardoise.

### Les bâtiments monastiques
L'abbaye possède encore de nombreux bâtiments témoignant de sa splendeur passée.

#### La grand'cour
Autour de cette esplanade située au sud du parvis de l'église, se trouvaient les dépendances telles que la porterie, la buanderie, une écurie, et les bâtiments conventuels à l'est. De l'ancienne porterie, il reste la porte d'entrée, en plein cintre, encadrée par des pilastres garnis d'une imposte. À côté, le logement de l'ancien moine portier est encore conservé.
De là, pour se rendre au cloître, on entrait dans le bâtiment conventuel qui a conservé une fenêtre romane et un mâchicoulis par un passage pratiqué au rez-de-chaussée.

#### Le cloître
Cette cour fermée, située au sud de l'église abbatiale, conserve encore une galerie en élévation montrant les grandes phases de l'évolution de cet espace (XIe, XIIe, XIVe et XVIIe siècles). Ce lieu a fait l'objet de fouilles de 2002 à 2005, et a livré des vestiges architecturaux, mais aussi un grand nombre de sépultures et deux très intéressants dépotoirs comblés l'un au XIIe siècle et l'autre au XVIIe siècle,.

#### Les bâtiments conventuels

##### L'aile occidentale
Ancienne grande salle commune romane, elle fut en grande partie remaniée au XVe siècle. À partir de cette époque, cette aile devient le logement du Prieur claustral jusqu'à la Révolution. On peut encore y trouver une cheminée du XVIIe siècle et deux celliers.

##### Les cuisines
Situées à l'angle sud-ouest, elles conservent encore un évier du XIIe siècle, et une cheminée du XVe siècle.

##### Le réfectoire
Impressionnant par ses dimensions, il était destiné à accueillir, lors des repas, les 50 moines qui y vivaient au milieu du XIIe siècle; de cette époque, il a aussi conservé la chaire de lecture. Modifié au XVe siècle, cet espace a été subdivisé en neuf pièces, puis six au XVIIe siècle. Au siècle suivant, il devient un appartement pour l'abbé commendataire, comme l'atteste une cheminée.

##### L'aile est
Elle possédait l'ancienne salle du chapitre et les dortoirs. Cette aile a été, malheureusement, entièrement détruite au XIXe siècle et remplacée par une modeste habitation.

##### Le cellier
Situé sous le réfectoire et d'une surface de 280 m2, il date du XIIe siècle et possède une voûte de pierre. Il était destiné à stocker les denrées et tous les matériaux et autres outils nécessaires aux moines.

### Protection
L'église a été classée monument historique en 1840, puis le cloître et les bâtiments abbatiaux en 1935. Enfin, les sols ont été inscrits en 2008.

## Accueil et activités
L'abbaye est actuellement un lieu ouvert à la visite et proposant des animations culturelles toute l'année.
Une halte jacquaire est encore installée de nos jours à la porterie, pour l'accueil des pèlerins du chemin de Saint-Jacques, en souvenir de l'hospitalité bénédictine.

### Espace d’architecture romane
Créé à l’initiative de la commune et avec l'aide de la Région, l’Espace d’architecture romane a été inauguré le 19 septembre 2008. Cet espace culturel, installé au cœur des bâtiments conventuels, propose une exposition permanente permettant d’appréhender l’architecture romane et son contexte ainsi que l’histoire de l’abbaye. Maquettes, bornes interactives, panneaux, illustrations, objets archéologiques et autres jeux vous invitent à découvrir l’histoire des pierres romanes. Le site reçoit 12 000 visiteurs par an. Différents thèmes sont abordés.

#### Les origines du monachisme
Parce qu’il s’agit de la première salle d’introduction et parce que le contexte architectural de ce lieu est fort, cette thématique semblait indispensable. Les origines de l’abbaye et la diversité des implantations monastiques en Charente y sont aussi abordées.

#### Le plan et les formes
Dans l’ancien réfectoire, le plan des édifices romans et leurs diversités, les élévations, les modes de couvrement, les baies, le traitement des façades sont présentés de manière ludique et pédagogique sans altérer ou diluer le contenu scientifique.

#### La vie monastique
Au cœur du parcours, cet espace rappelle que l’architecture religieuse romane est étroitement liée à ses fonctions liturgiques et à des besoins précis. L’organisation de la vie monastique est donc évoquée à travers l’exemple de l’abbaye de Saint-Amant-de-Boixe.

#### Les traces archéologiques
Après avoir visionné un film dans l’auditorium, le visiteur peut découvrir dans la mezzanine située au-dessus de l’ancien réfectoire, les découvertes archéologiques issues des fouilles du cloître et de l’ancienne crypte.

#### Le temps des constructions
Enfin, les modes et techniques de construction sont expliqués depuis le mode opératoire, jusqu’à la mise en place des échafaudages en passant par les outils, matériaux et concept mathématiques utilisés par les constructeurs romans.